# De Morgenpost
De Morgenpost, opgericht als De Handelsbode, is een voormalige Belgische Nederlandstalige katholieke krant.

## Historiek
De eerste editie van het dagblad verscheen in 1921 onder de titel De Handelsbode als Antwerpse editie van De Standaard. Inhoudelijk verschilde beide dagbladen enkel in het Antwerpse nieuws. De naam van het tijdschrift werd later gewijzigd in De Morgenpost, omwille van de mogelijkse naamsverwarring met het eveneens katholieke Het Handelsblad.
Bij de aanvang van de Duitse bezetting van België tijdens de Tweede Wereldoorlog werd de publicatie van de krant, evenals die van zusterkrant De Standaard, stopgezet en vervangen door Het Algemeen Nieuws.